# Electroimán
Un electroimán es un tipo de imán en el que el campo magnético se produce mediante el flujo de una corriente eléctrica, desapareciendo en cuanto cesa dicha corriente. Los electroimanes generalmente consisten en un gran número de espiras de 
alambre, muy próximas entre sí que crean el campo magnético. Las espiras de alambre a menudo se enrollan alrededor de un núcleo magnético hecho de un material ferromagnético o ferrimagnético, como el hierro; el núcleo magnético concentra el flujo magnético y hace un imán más potente.
La principal ventaja del electroimán sobre un imán permanente, es que el campo magnético se puede cambiar de forma rápida mediante el control de la cantidad de corriente eléctrica en el devanado. Sin embargo, a diferencia de un imán permanente, un electroimán requiere de una fuente de alimentación para mantener los campos.
Los electroimanes son ampliamente usados como componentes de otros dispositivos eléctricos, como motores, generadores, relés, altavoces, discos duros, máquinas MRI , instrumentos científicos y equipos de separación magnética. Los electroimanes también se emplean en la industria para recoger y mover objetos pesados, como la chatarra de hierro y acero.

## Historia
El científico danés Hans Christian Ørsted descubrió en 1820 que las corrientes eléctricas crean campos magnéticos. En el mismo año el físico francés André-Marie Ampère mostró que era posible magnetizar un núcleo de hierro introduciendo en un solenoide. Este descubrimiento permitió al científico británico William Sturgeon  de desarrollar el electroimán en 1824. Su primer electroimán fue una pieza de hierro en forma de herradura  que estaba envuelta con un total de 18 arrollamientos de alambre de cobre desnudo (el cable aislado no existía todavía). El hierro estaba barnizado para aislarlo de los bobinados. Cuando se pasó una corriente a través de la bobina, el hierro se magnetizó y atrajo a otras piezas de hierro; cuando la corriente se detuvo, perdió la magnetización. Sturgeon mostró su potencia al conseguir que aunque solo pesaba siete onzas (unos 200 gramos), podía levantar nueve libras (aproximadamente 4 kilos) cuando se le aplicaba la corriente de una batería de una única célula. Sin embargo, los electroimanes de Sturgeon eran débiles debido a que el alambre no aislado que utilizaba solo podía ser envuelto en una única capa espaciada alrededor del núcleo, lo que limitaba el número de vueltas.
A partir de 1830, el científico estadounidense Joseph Henry mejoró de manera sistemática y popularizó el electroimán. Usando un alambre con aislamiento de hilo de seda inspirado por el uso que Schweigger había hecho del alambre aislado para hacer un galvanómetro, fue capaz de enrollar múltiples capas de alambre en los núcleos, creando poderosos imanes con miles de vueltas de alambre, entre ellos uno que pudo soportar 2063 libras (935,76 kg). El principal uso de los electroimanes era en el telégrafo sounders.
La teoría de dominio magnético de como trabajaban los núcleos ferromagnéticos fue propuesto por primera vez en 1906 por el físico francés Pierre Weiss, y la detallada teoría de la mecánica cuántica moderna del ferromagnetismo fue elaborado en 1920 por Werner Heisenberg, Lev Landau, Felix Bloch y otros.

## Funcionamiento

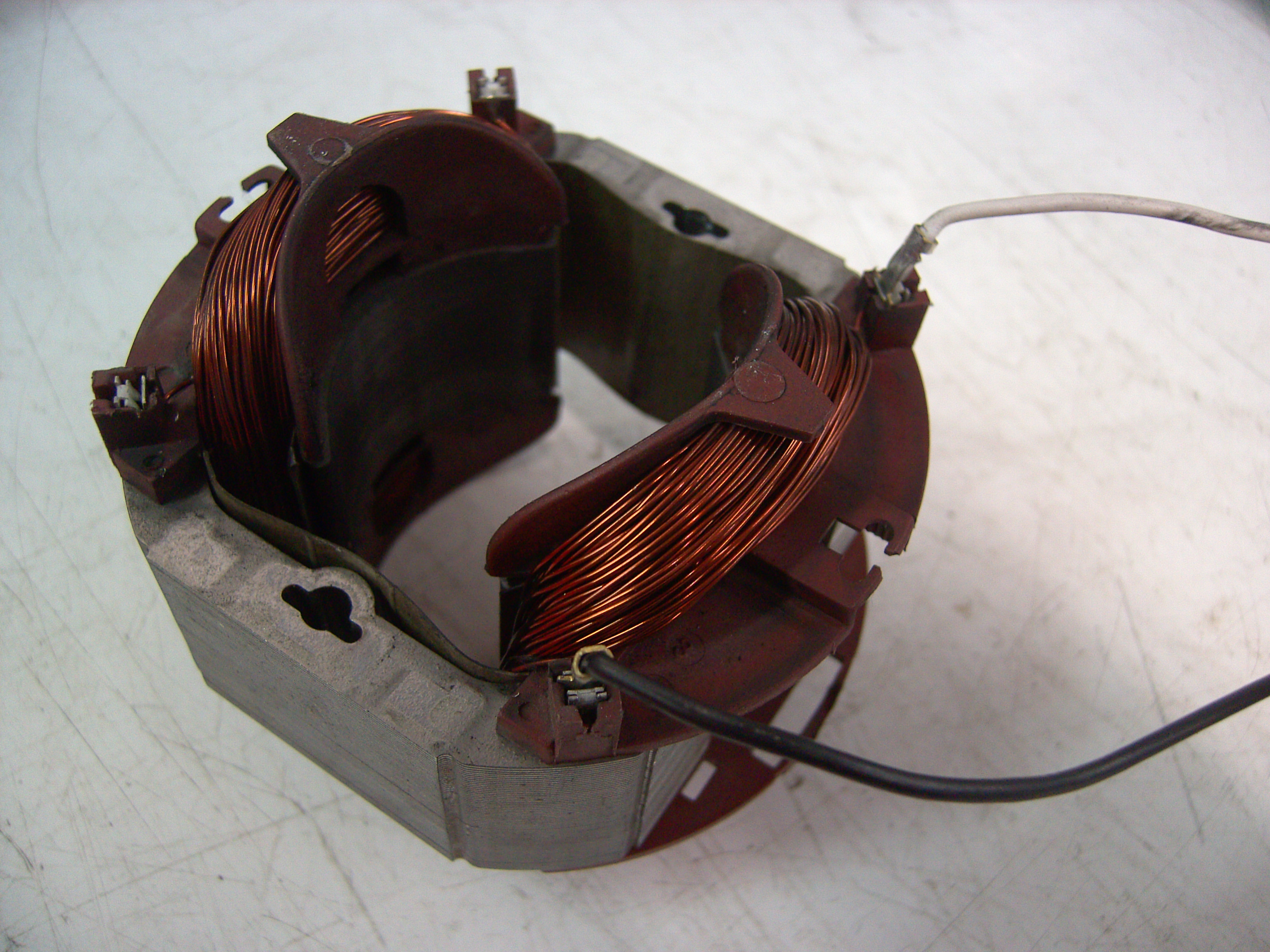
La bobina que se encuentra en el estátor de un motor eléctrico es un ejemplo de electroimán.

El material del núcleo del imán (generalmente hierro) se compone de pequeñas regiones llamadas dominios magnéticos que actúan como pequeños imanes. Antes de que la corriente en el electroimán se active, los dominios en el núcleo de hierro están en direcciones al azar, por lo que sus campos magnéticos pequeños se anulan entre sí, y el hierro aún no tiene un campo magnético de gran escala. Cuando una corriente pasa a través del alambre envuelto alrededor de la plancha, su campo magnético penetra en el hierro, y hace que los dominios giren, alineándose en paralelo al campo magnético, por lo que sus campos magnéticos diminutos se añaden al campo del alambre, creando un campo magnético que se extiende en el espacio alrededor del imán. Cuanto mayor es la corriente que pasa a través de la bobina de alambre, más dominios son alineados, aumentando la intensidad del campo magnético. Finalmente, todos los dominios estarán alineados, nuevos aumentos en la corriente solo causan ligeros aumentos en el campo magnético: este fenómeno se denomina saturación. Cuando la corriente en la bobina está desactivada, la mayoría de los dominios pierden la alineación y vuelven a un estado aleatorio y así desaparece el campo. Sin embargo en algunos la alineación persiste, ya que los dominios tienen dificultades para perder su dirección de magnetización, dejando en el núcleo un imán permanente débil. Este fenómeno, llamado remanencia, se debe a la histéresis del material. Aplicar una corriente alterna decreciente a la bobina, retirar el núcleo y golpearlo o calentarlo por encima de su punto de Curie reorientará los dominios, haciendo que el campo residual se debilite o desaparezca.

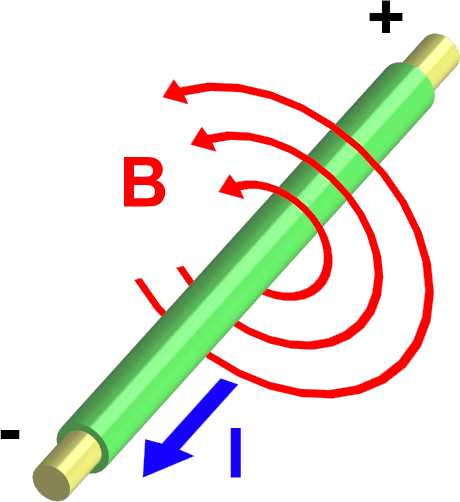
La corriente (I) fluyendo por un cable produce un campo magnético (B) en torno a él. El campo se orienta según la regla de la mano derecha.

El tipo más simple de electroimán es un trozo de alambre enrollado. Una bobina con forma de tubo recto (parecido a un tornillo) se llama solenoide, y cuando además se curva de forma que los extremos coincidan se denomina toroide. Pueden producirse campos magnéticos mucho más fuertes si se sitúa un «núcleo» de material paramagnético o ferromagnético (normalmente hierro dulce o ferrita, aunque también se utiliza el llamado acero eléctrico) dentro de la bobina. El núcleo concentra el campo magnético, que puede entonces ser mucho más fuerte que el de la propia bobina. 
Los campos magnéticos generados por bobinas se orientan según la regla de la mano derecha. Si los dedos de la mano derecha se cierran en torno a la dirección del campo magnético B, el pulgar indica la dirección de la corriente I. El lado del electroimán del que salen las líneas de campo se define como «polo norte».
Además, dentro de la bobina se crean corrientes inducidas cuando está sometida a un flujo variable. Estas corrientes son llamadas corrientes de Foucault y en general son indeseables, puesto que calientan el núcleo y provocan una pérdida de potencia en forma de calor.

## Usos

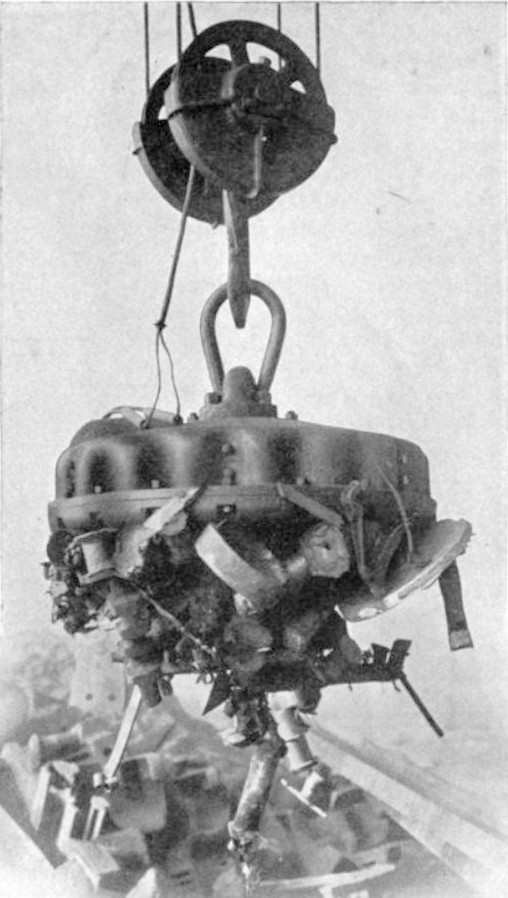
Grúa electromanética levantando chatarra (1914)

Los electroimanes se usan en aplicaciones en las que se necesita un campo magnético variable. Estas aplicaciones pueden implicar la deflección de haces de partículas cargadas, como en los casos del tubo de rayos catódicos y el espectrómetro de masa. 
Los electroimanes son los componentes esenciales de muchos interruptores, siendo usados en los frenos y embragues electromagnéticos de los automóviles. En algunos tranvías, los frenos electromagnéticos se adhieren directamente a los rieles. Se usan electroimanes muy potentes en grúas para levantar pesados bloques de hierro y acero, y para separar magnéticamente metales en chatarrerías y centros de reciclaje. Los trenes de levitación magnética usan poderosos electroimanes para flotar sin tocar la pista. Algunos trenes usan fuerzas atractivas, mientras otros emplean fuerzas repulsivas.
Los electroimanes se usan en los motores eléctricos rotatorios para producir un campo magnético rotatorio y en los motores lineales para producir un campo magnético itinerante que impulse la armadura. Aunque la plata es el mejor conductor de la electricidad, el cobre es usado más a menudo debido a su relativo bajo costo, en ocasiones se emplea aluminio para reducir el peso.
La principal ventaja de un electroimán sobre un imán permanente es que el campo magnético puede ser rápidamente manipulado en un amplio rango controlando la cantidad de corriente eléctrica. Sin embargo, se necesita una fuente continua de energía eléctrica para mantener el campo. En aplicaciones donde no se necesita un campo magnético variable, los imanes permanentes suelen ser superiores. Además, es posible fabricar imanes permanentes que producen campos magnéticos más fuertes que un electroimán de tamaño similar.

## Fuerza sobre los materiales ferromagnéticos

Esquema de un electroimán.

Calcular la fuerza sobre materiales ferromagnéticos es, en general, bastante complejo. Esto se debe a las líneas de campo de contorno y a las complejas geometrías. Puede simularse usando análisis de elementos finitos. Sin embargo, es posible estimar la fuerza máxima bajo condiciones específicas. Si el campo magnético está confinado dentro de un material de alta permeabilidad, como es el caso de ciertas aleaciones de acero, la fuerza máxima viene dada por:

{\displaystyle F={\frac {B^{2}A}{2\mu _{o}}}}

siendo:
- F, la fuerza en newtons;
- B , el campo magnético en teslas;
- A, el área de las caras de los polos en m²;
- {\displaystyle \mu _{o}} , la permeabilidad magnética del espacio libre.

En el caso del espacio libre (aire), {\displaystyle \mu _{o}=4\pi \cdot 10^{-7}\,{\mbox{H}}\cdot {\mbox{m}}^{-1}}, siendo la fuerza por unidad de área (presión):

{\displaystyle P\approx 398\,\mathrm {kPa} }, para B = 1 tesla

{\displaystyle P\approx 1592\,\mathrm {kPa} }, para B = 2 teslas

En un circuito magnético cerrado:

{\displaystyle B={\frac {\mu NI}{L}}}

siendo:
- N es el número de vueltas del cable en torno al electroimán;
- I es la corriente en amperios;
- L es la longitud del circuito magnético.

Sustituyendo, se obtiene:

{\displaystyle F={\frac {\mu N^{2}I^{2}A}{2L^{2}}}}

Por su fuerza se usan para levantar contenedores de más de 25 toneladas, más el peso de la carga y vehículos.
Para construir un electroimán fuerte, se prefiere un circuito magnético corto con una gran superficie. La mayoría de los materiales ferromagnéticos se saturan sobre 1 a 2 teslas. Esto sucede a una intensidad de campo de {\displaystyle H\approx } 787 amperios•vueltas/metro.
Por esta razón, no hay motivos para construir un electroimán con una intensidad de campo mayor. Los electroimanes industriales usados para levantar grandes masas, se diseñan con las caras de ambos polos en un lado (el inferior). Eso confina las líneas de campo para maximizar el campo magnético. Es como un cilindro dentro de otro. Muchos altavoces usan una geometría parecida, aunque las líneas de campo son radiales al cilindro interior más que perpendiculares a la cara.

## Experimento con un electroimán casero

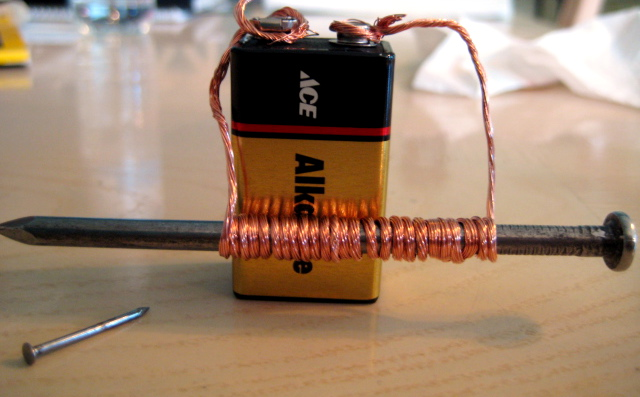
Eletroimán casero construido con materiales de bajo coste.

Con una pila un clavo o o tornillo metálico y un hilo de cobre de unos 2 m se puede construir un electoimán casero. 
El campo magnético existe en todos los cables que transportan electricidad. Se puede comprobar con un simple experimento empleando una brújula.
Colocar la brújula sobre la mesa y, con el cable cerca de la brújula, conectar, durante unos segundos, el cable entre los extremos positivo y negativo de la pila. Lo que se notará es que la aguja de la brújula se mueve. Inicialmente la brújula apuntará al polo norte de la Tierra, cuando se conecta el cable a la pila la aguja de la brújula se mueve, porque la aguja de la brújula es un pequeño imán con un polo norte y un polo sur. Como la aguja es pequeña, es sensible a los campos magnéticos pequeños. Así, el campo magnético creado en el cable por el flujo de electrones afecta a la brújula. Hay que tener en cuenta que la pila se descarga rápidamente en estas condiciones. 